# Todo Mundo no Rio 2025

|-
A segunda edição do Todo Mundo no Rio, conhecida também no exterior como Mayhem on the Beach (em português: Mayhem na Praia), aconteceu em 3 de maio de 2025 na Praia de Copacabana, Rio de Janeiro, Brasil. Teve a cantora norte-americana Lady Gaga como atração principal, que utilizou do show gratuito como parte da promoção de seu oitavo álbum de estúdio, Mayhem (2025). O evento marcou o retorno da artista ao país após treze anos, quando realizou três apresentações da turnê The Born This Way Ball em 2012. Segundo a Riotur, compareceram ao concerto 2,1 milhões de pessoas, tornando-se a maior apresentação já feita pela artista em toda sua carreira e tornado-a a artista feminina com maior público da história.
O evento gerou uma expectativa significativa tanto local quanto internacionalmente, com um impacto notável no turismo e na economia do Rio de Janeiro. Desde seu anúncio, houve um aumento considerável na demanda por voos e acomodações na cidade, principalmente na área de Copacabana. Organizado pela Prefeitura do Rio de Janeiro, em colaboração com a produtora Bonus Track, o concerto visa estabelecer o Rio como um destino-chave para eventos de grande porte. O evento foi transmitido ao vivo pela TV Globo, Globoplay e Multishow, alcançando uma audiência global.

## Antecedentes e anúncio
Após o show da Madonna em 2024, que quebrou o recorde de público de sua carreira na Praia de Copacabana, o prefeito do Rio, Eduardo Paes, expressou o desejo de realizar esse tipo de evento anualmente até 2028, ano em que se encerra seu mandato. A apresentação ao vivo de Lady Gaga começou a ser planejado ainda em 2024. A Bonus Track Entretenimento, produtora responsável pelo show da Madonna, iniciou as negociações com a artista, embora sem divulgar publicamente quem seria a atração de 2025. Em outubro de 2024, em tom de brincadeira, Eduardo Paes mencionou em sua conta no X nomes como Beyoncé, U2, Lady Gaga e Adele como possíveis atrações para o evento do ano seguinte.
A prefeitura confirmou oficialmente a realização do evento em novembro de 2024, anunciando-o como "Celebration May". Na ocasião, foi divulgada a realização de apresentações musicais durante a primeira quinzena de maio, mas sem revelar a principal atração, pois um contrato de confidencialidade impedia essa informação. Eduardo Paes, no entanto, confirmou apenas a realização do evento em maio de 2025. Em dezembro de 2024, durante um evento, o subsecretário de Eventos do Rio de Janeiro confirmou a realização do show de Lady Gaga na cidade. Já em janeiro de 2025, com o fim do contrato de confidencialidade, Eduardo Paes começou a brincar com seus seguidores nas redes sociais, chegando a postar o videoclipe oficial de "Bad Romance", reforçando ainda mais os rumores sobre a apresentação da cantora em maio. Ainda em janeiro, o jornalista Lauro Jardim, do jornal O Globo, divulgou informações oficiais sobre o evento, revelando que o show aconteceria no dia 3 de maio e que o nome oficia seria "Todo Mundo no Rio".
Mesmo após meses de especulação na mídia, o evento ainda não havia sido oficialmente confirmado pela produtora ou pela prefeitura. No entanto, em 12 de fevereiro, o prefeito Eduardo Paes finalmente anunciou, durante uma entrevista na RedeTV!, que Lady Gaga seria a atração do show em Copacabana. No dia seguinte, o Santander, patrocinador oficial dessa edição, também confirmou a apresentação da cantora no Brasil através de sua conta no Twitter/X. O anúncio coincidiu com uma coletiva de imprensa no Teatro Prio, no Rio de Janeiro, onde a produtora do evento, a Bonus Track, confirmou sua organização como parte da iniciativa Todo Mundo no Rio, em colaboração com a prefeitura e a administração estadual. Gaga expressou:

É uma grande honra ser convidada para me apresentar no Rio. Ao longo de toda a minha carreira, os fãs brasileiros têm sido uma parte vital da alma dos Little Monsters. Estou morrendo de vontade de me apresentar para vocês há anos, e meu coração se partiu quando tive que cancelar no passado porque estava hospitalizada. A compreensão de vocês sobre eu precisar daquele tempo para me curar significou o mundo para mim. Agora estou de volta, me sentindo melhor do que nunca e trabalhando muito duro para garantir que este show seja inesquecível. Preparem-se para o "Mayhem on the Beach".

Este concerto marcou o retorno de Gaga ao Brasil após treze anos, sendo suas últimas apresentações no país na turnê The Born This Way Ball em 2012, que incluiu shows no Rio de Janeiro, São Paulo e Porto Alegre. Inicialmente, ela estava programada para ser a atração principal do festival Rock in Rio em setembro de 2017, mas precisou cancelar devido a fortes dores causadas pela fibromialgia, a mesma condição que eventualmente a forçou a encerrar a turnê Joanne World Tour no final daquele ano. Na época, ela declarou em suas redes sociais: "Brasil, estou devastada por não estar bem o suficiente para ir ao Rock in Rio. Eu faria qualquer coisa por vocês, mas preciso cuidar do meu corpo agora". Sua frase, "Brasil, estou devastada", tornou-se uma referência cultural entre os fãs da cantora e nas redes sociais em geral. Durante a coletiva de imprensa anunciando o show, Lucas Padilha, Secretário Municipal de Cultura do Rio, sugeriu em tom de brincadeira que Gaga deveria agora postar "Brasil, não estou mais devastada", marcando seu retorno ao país e fazendo alusão ao impacto duradouro de seu cancelamento em 2017 entre seus seguidores. A expectativa era de que o público do Mayhem on the Beach ultrapassasse 1,5 milhão de pessoas, tornando-o um dos maiores eventos de sua carreira.

## Produção

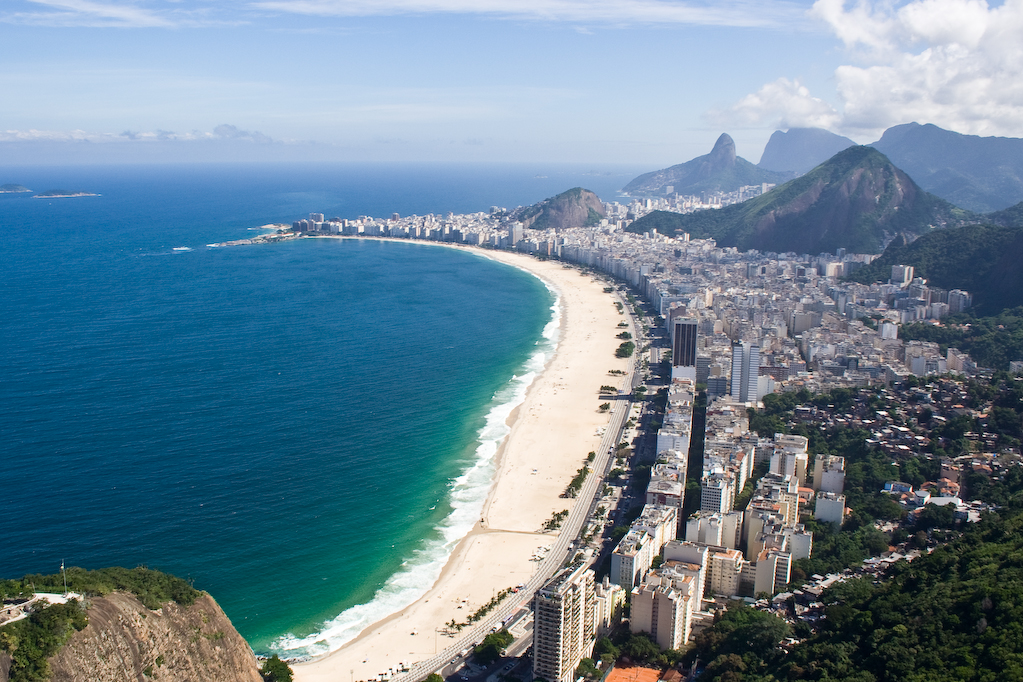
Praia de Copacabana, local onde o concerto foi realizado

Mayhem on the Beach contou com uma produção em grande escala, com um palco montado em uma área de 28.000 metros quadrados ao longo da Praia de Copacabana. O show faz parte da iniciativa Todo Mundo no Rio, liderada pela Bonus Track em colaboração com Live Nation, e conta com o apoio do governo municipal e patrocínio da Corona. Segundo Luiz Oscar Niemeyer, CEO da Bonus Track, o evento foi concebido para destacar o Rio de Janeiro como um destino de primeira linha para grandes eventos internacionais. Ele afirmou: "Eventos dessa magnitude oferecem múltiplos benefícios para a cidade, tanto economicamente quanto em termos de turismo e imagem, destacando o melhor que o Rio de Janeiro tem a oferecer."
A transmissão ficou a cargo da TV Globo, Globoplay e Multishow, com uma equipe de centenas de profissionais responsáveis pela logística, figurinos e cenografia.
Previsto para começar às 21h45, contou com um atraso: a cantora apareceu, primeiro por vídeo, por volta de 22h10, e subiu ao palco três minutos depois.
Houve uma grande variedade de figurinos e danças por parte da cantora e de seus vários dançarinos, embalados por um espetáculo de luzes que mudou de cor diversas vezes ao longo da apresentação, que tinha um ar teatral em diversos pontos.
Lady Gaga estreou um show totalmente novo, que foi apresentado antes no Coachella em abril, e sua apresentação contou com um repertório focado em seus maiores sucessos. O prefeito do Rio de Janeiro, Eduardo Paes, ressaltou o impacto positivo do evento, afirmando que "ajuda a construir nossa identidade". Ele também destacou que shows de grande porte na Praia de Copacabana historicamente geraram benefícios econômicos significativos, citando apresentações de Jorge Ben (1993), Rod Stewart (1994), The Rolling Stones (2006) e Madonna (2024).

## Turismo e economia
Após o anúncio de Gaga, houve um aumento significativo na demanda turística para o Rio de Janeiro. De acordo com diversos veículos de mídia, as buscas por voos da Argentina para a cidade aumentaram 150% em comparação com as três semanas anteriores. Enquanto isso, a agência de viagens Despegar registrou um aumento de 650% na demanda por passagens aéreas em relação ao período homólogo. Tendência semelhante foi observada no Chile, onde a agência de viagens Cocha relatou um aumento de 250% nas buscas relacionadas ao show e um crescimento de 136% nas reservas de viagens para maio, impulsionado, em parte, por uma taxa de câmbio favorável.
A maioria dos viajantes chilenos optou por acomodações em Copacabana e Ipanema, priorizando locais próximos ao local do show. Além disso, as buscas por viagens dentro do Brasil para o Rio de Janeiro também cresceram mais de 60%. Relatórios indicaram que mais da metade dessas buscas resultou em reservas confirmadas. Segundo dados do Airbnb, as pesquisas por acomodações na cidade dispararam 150 vezes em comparação com o mesmo período do ano anterior, especialmente para as datas próximas ao evento.
Copacabana, bairro onde o show acontecerá, tornou-se a área mais procurada, representando metade de todas as buscas por hospedagem. A maioria das reservas foi feita por turistas de cidades próximas, como São Paulo, Belo Horizonte, Curitiba e Brasília, além de países como Argentina, Chile e Estados Unidos. Alfredo Lopes, presidente do sindicato hoteleiro HoteisRIO, destacou os benefícios econômicos mais amplos desse tipo de evento, afirmando que eles ajudam a "manter as taxas de ocupação da cidade estáveis ao longo do ano e geram um impacto positivo além do setor hoteleiro".

## Recepção
O concerto realizado por Gaga no Brasil foi amplamente aclamado tanto pela crítica quanto pelo público, marcando um retorno triunfal da artista ao país após mais de uma década de espera. A performance de Gaga foi descrita como uma verdadeira "ópera gótica", com uma produção grandiosa que impressionou desde o primeiro momento. O palco, com 1.260 metros de extensão, e uma estética inspirada no teatro grego, simbolizaram o grandioso espetáculo visual, digno de sua magnitude. A crítica destacou a energia contagiante do show e a conexão emocional que Gaga estabeleceu com o público, que demonstrou entusiasmo e dedicação sem precedentes.

### Crítica brasileira
A Folha de S.Paulo destacou a predominância dos elementos visuais em relação aos musicais, o que foi considerado "inegável", mas ao mesmo tempo, a crítica elogiou os arranjos das músicas, que "reforçaram o drama" da apresentação. O Globo focou na produção e no design de moda do show, ressaltando que estes transformaram "a praia mais famosa do Brasil em uma verdadeira pista de dança". O Correio da Manhã fez elogios à performance vocal de Gaga, observando sua presença de palco impressionante e interação direta com o público. O jornal descreveu a artista como alguém que "cantou com a irreverência de uma estrela do rock e a sensibilidade de uma artista que ainda busca a melhor versão de si mesma". Por fim, o Correio Braziliense sintetizou o espetáculo como "uma narrativa muito bem ensaiada de um confronto entre Lady Gaga, representante de toda a fama da cantora, e Stefani Germanotta, a pessoa por trás de tudo".

### Crítica internacional
A repercussão internacional também não deixou a desejar. O The Guardian relatou que alguns fãs descreviam o show como "algo religioso", destacando a profunda conexão emocional entre Gaga e o público brasileiro. A Glamour enfatizou a grandiosidade da produção, mencionando os figurinos elaborados, os efeitos especiais e os fogos de artifício. Segundo o site, o concerto atraiu aproximadamente 2,5 milhões de pessoas, tornando-se o maior evento já realizado por uma artista feminina. O El País, por sua vez, descreveu o espetáculo como uma "mastodôntica ópera pop", com uma teatralidade barroca e momentos íntimos ao piano, que marcaram o ponto de equilíbrio entre o grandioso e o pessoal na performance.

## Tentativa de atentado
A Polícia Civil do Estado do Rio de Janeiro em parceria com o Ministério da Justiça e Segurança Pública conduziu uma operação policial denominada Fake Monster, após investigações revelaram que um grupo extremista planejava realizar um ataque durante o concerto utilizando explosivos improvisados e coquetéis molotov. O grupo promovia disseminação de crimes de ódio, automutilação, pedofilia, conteúdos violentos e discurso de ódio contra crianças, adolescentes e a comunidade LGBT, recrutando jovens por meio da internet para a execução dos ataques.
O plano foi detectado após o monitoramento de grupos extremistas em redes sociais e aplicativos de mensagens. A investigação teve início dois meses antes do evento, quando a Delegacia de Repressão aos Crimes de Informática (DRCI) identificou postagens suspeitas com conteúdo violento e ameaças veladas ao show. Segundo a delegada Daniela Terra, os criminosos criaram perfis falsos inspirados na fanbase de Lady Gaga para tentar mascarar suas intenções. De acordo com o portal Them, o grupo enxergava o evento como uma representação da cultura queer e progressista, utilizando o concerto como símbolo a ser atacado por sua mensagem de diversidade e aceitação.
Entre os objetivos dos suspeitos estava a realização de um "ritual", envolvendo símbolos de ódio e referências a ideologias extremistas. A polícia afirmou ainda que o plano incluía a captura e o assassinato de uma criança no dia do evento, com o intuito de transmitir o crime ao vivo pela internet, como forma de propaganda violenta. O episódio foi classificado pelas autoridades como uma tentativa grave de terrorismo doméstico, com potencial para causar pânico em massa.

### Prisões e investigações
Durante a operação, foram realizados 15 mandados de busca e apreensão em diversos estados brasileiros. Dois suspeitos foram detidos: um homem adulto no Rio Grande do Sul, por posse ilegal de armas, e um adolescente no Rio de Janeiro, acusado de armazenar pornografia infantil. Ambos estavam envolvidos na organização do ataque e na disseminação de conteúdo extremista online. O adolescente apreendido no Rio já era monitorado por envolvimento em grupos virtuais com conteúdos neonazistas e apologia ao terrorismo. Com ele, foram encontrados diagramas de ataques, instruções de fabricação de explosivos caseiros e mensagens que indicavam planos concretos para o dia do evento. A polícia apontou que ele mantinha contato frequente com o adulto preso no Rio Grande do Sul, que atuava como mentor. Foram apreendidos ainda computadores, celulares, cadernos e livros com conteúdo de incitação ao ódio e discriminação.
O suspeito detido no Rio Grande do Sul chegou a ser libertado provisoriamente após o pagamento de fiança. No entanto, em 5 de maio de 2025, a juíza Fabiana Pagel determinou sua prisão preventiva, ponderando que, embora não tenham sido apreendidos explosivos com o investigado, a gravidade das acusações — como terrorismo, atentado e discurso de ódio — aliada à posse de três armas de fogo, exigia maior cautela para a preservação da ordem pública.
No dia 10, o Tribunal de Justiça do Rio Grande do Sul revogou a prisão preventiva de Luis Fabiano da Silva, um dos detidos por suspeita de ter participado do plano de ataque.

### Segurança no evento
As autoridades optaram por manter a operação em sigilo até a realização do evento para evitar pânico entre os participantes. O concerto ocorreu sem incidentes, e Lady Gaga não foi informada sobre a ameaça até após a apresentação. O evento foi considerado um sucesso, tanto pela performance da artista quanto pela segurança garantida pelas forças policiais. A Polícia Civil destacou que o sucesso da operação foi possível graças à integração entre setores de inteligência, polícia judiciária e o apoio da Interpol. O sigilo da ação foi mantido até a manhã seguinte ao show para evitar alarde e permitir a prisão dos envolvidos de forma coordenada.

### Repercussão
O caso repercutiu internacionalmente e reacendeu debates sobre radicalização online no Brasil. Organizações de direitos humanos e o Governo Federal do Brasil destacaram a importância do combate ao extremismo virtual e ao discurso de ódio. O evento também foi notável por sua inclusão e apoio à comunidade LGBT, refletindo o compromisso contínuo de Gaga com a diversidade e a aceitação.
Em resposta às revelações de que o aplicativo de mensagens Discord foi utilizado para coordenar o plano de atentado, o deputado federal Guilherme Boulos (PSOL-SP) encaminhou uma representação ao Ministério Público Federal solicitando a suspensão da plataforma no Brasil. Boulos argumentou que o Discord tem sido reiteradamente empregado por grupos criminosos para a prática de crimes como terrorismo, apologia ao nazismo e aliciamento de menores, além de não possuir representação jurídica no país, o que dificulta a responsabilização legal.
A imprensa estrangeira também destacou a atuação das autoridades brasileiras na prevenção do atentado, com veículos como BBC News, The Washington Post, CNN e The Telegraph noticiando a ação policial e elogiando a resposta rápida das forças de segurança.

## Setlist
Act I: Of Velvet and Vice
1. "Bloody Mary"
2. "Abracadabra"
3. "Judas"
4. "Scheiße"
5. "Garden of Eden"
6. "Poker Face"

Act II: And She Fell Into a Gothic Dream
1. "Disease"
2. "Paparazzi"
3. "Alejandro"
4. "The Beast"

Act III: The Beautiful Nightmare That Knows Her Name
1. "Zombieboy"
2. "Die with a Smile"
3. "How Bad Do U Want Me"

Act IV: To Wake Her Is to Lose Her
1. "Born This Way"
2. "Blade of Grass"
3. "Shallow"
4. "Vanish into You"

Finale: Eternal Aria of the Monster Heart